# Lijst van schepen in Pirates of the Caribbean
Dit is een Lijst van schepen die in de filmreeks Pirates of the Caribbean een rol spelen.

## Interceptor
De Interceptor, letterlijk vertaald als de Onderschepper, is en schip uit de film Pirates of the Caribbean: The Curse of the Black Pearl. Het is een schip van de Royal Navy, gelegen in Port Royal. Het schip staat ook wel bekend als het snelste schip van de Caribbean, maar is in werkelijkheid het op een na snelste; de Black Pearl is sneller.
Jack Sparrow en Will Turner veroveren het schip door eerst zogenaamd de Dauntless te veroveren. Als Commodore Norrington komt met de Interceptor om de Dauntless terug te kapen, veroveren Jack en Will het schip. Met het schip zetten ze koers naar Tortuga om een bemanning te ronselen. Een van deze bemanningsleden is Anamaria, aan wie Jack de Interceptor belooft als goedmaker voor het stelen van haar schip.
Het schip wordt in het eindgevecht gebruikt tegen de vervloekte bemanning van Hector Barbossa. De crew van Hector Barbossa wint het gevecht en neemt Jack en zijn bemanning gevangen. De Interceptor wordt bij het gevecht tot zinken gebracht.

## Dauntless
De Dauntless is een schip dat een rol speelt in de film Pirates of the Caribbean: The Curse of the Black Pearl.
De Dauntless wordt beschreven als de 'Trots van de Engelse Koninklijke Marine'. Het schip heeft 102 geweren en ongeveer 90 kanonnen aan boord. Het schip is ongeveer vijftig meter lang.
De Dauntless wordt in het begin van de film door Gouverneur Weatherby Swann (Jonathan Pryce) en Elizabeth Swann (Keira Knightley) gebruikt om Port Royal te bereiken. Acht jaar later, wanneer Kapitein Jack Sparrow (Johnny Depp) en Will Turner (Orlando Bloom) de achtervolging in willen zetten op de Black Pearl, stelen ze de Dauntless als afleidingsmanoeuvre om de Interceptor te kunnen kapen. Wanneer Commodore James Norrington de Dauntless terugkaapt, kapen Will en Jack snel de Interceptor. In de climax van de film gebruikt Commodore James Norrington de Dauntless om met Kapitein Hector Barbossa (Geoffrey Rush) en zijn bemanning af te rekenen.
In Pirates of the Caribbean: Dead Man's Chest, wordt bekendgemaakt dat Commodore Norrington met de Dauntless de piraten van de Black Pearl achternaging na het einde van de eerste film. De Dauntless verging tijdens een orkaan en Norrington legde zijn functie neer.

## Endeavour
De Endeavour is een fictief oorlogsschip dat een rol speelt in Pirates of the Caribbean: At World's End. Het schip is zwaar bewapend en komt 2 à 3 keer in de film voor.
De Endeavour is het schip van Lord Cutler Beckett dat hij gebruikt als vlaggenschip van zijn vloot om de piratenschepen te verwoesten. Als er een grote zeeslag komt tussen de piraten van de Broederschap Bijeenkomst, de Royal Navy en de The Flying Dutchman, wordt het schip aangevallen door de Black Pearl en de Flying Dutchman, die inmiddels in handen van Will Turner is. Beckett denkt dat de Dutchman nog bij de Royal Navy hoort, maar hij geeft geen bevelen als hij door de Dutchman aangevallen wordt. Beckett is sprakeloos en gaat samen met de Endeavour ten onder.
Het oorlogsschip is ook te zien in Pirates of the Caribbean: Dead Man's Chest in de haven van Port Royal. Maar in Pirates of the Caribbean: At World's End is het schip pas in zijn totaliteit te zien. Het schip wordt twee keer aangevallen door de Black Pearl.
De eerste keer wanneer ze net uit de locker komen en Jack weer op een indrukwekkende wijze ontsnapt. Door een kanon recht op de hoofdmast te richten zorgt Jack dat het in zee belandt en hij zo naar de Pearl gekatapulteerd wordt. Schade door de Pearl: houtschade en een paar man gedood.
Door Jack is de hoofdmast van de Endeavour gebroken. Het schip wordt door de Black Pearl en de Dutchman vernietigd en gaat brandend samen met Beckett naar de zeebodem.
De Endeavour is in werkelijkheid de HMS Victory.

## Empress
De Empress is een schip uit de film Pirates of the Caribbean: At World's End.
Het Chinese oorlogsschip de Empress staat onder leiding van kapitein Sao Feng. Het voertuig zelf heeft een oosters uitzicht en is een jonk. Het schip valt in de handen van de Oost-Indische Compagnie (EITC) bij een aanval, geleid door spookschip The Flying Dutchman. Bij deze aanval sterft de kapitein Sao Feng die ook een van de negen piratenleiders is, en kan hij nog net voor zijn dood Elizabeth Swann tot nieuwe kapitein benoemen.

## Hai Peng
De Hai Peng is het schip waarmee Hector Barbossa in de derde film naar het einde van wereld vaart om Jack Sparrow terug te halen uit Davy Jones Kist. Het werd echter vernietigd nadat het van de gigantische watervallen afviel voordat het in Davy Jones' kist aankwam.

## Jolly Mon
De Jolly Mon is het schip dat Kapitein Jack Sparrow ergens voor aanvang van de eerste film stal van Anamaria om Port Royal te bereiken om daar een groter schip te stelen. Met de Interceptor komt hij terug aan in Tortuga maar vergeet de Jolly Mon mee terug te brengen omdat die in de haven van Port Royal is gezonken.

## Lord Beckett's Armada
In de derde film laat Cutler Beckett de Britse Oost-Indische Compagnie een grote vloot samenstellen om alle piraten uit te roeien. Deze vloot moet handelsschepen en –routes tegen de piraten beschermen. De vloot telt 300 schepen, variërend van zwaar gewapende oorlogsschepen tot kleinere boten. De Flying Dutchman dient als het vlaggenschip van de armada.

## Piratenvloot
Als reactie op Becketts vloot laat de Broederschap Bijeenkomst in de derde film ook een vloot samenstellen, met de Black Pearl als vlaggenschip. Deze vloot bestaat uit verschillende type piratenschepen zoals galjoenen, jachten, sloepen, jonken en schoeners. Tot deze schepen behoort ook de Taming Terrence, het schip van Teague Sparrow.

## Princess
De Princess is een Brits handelsschip waarmee de jonge Will Turner in de eerste film naar de Caribbean kwam vanuit Engeland. Dit schip werd onderweg vernietigd, vermoedelijk door een aanval van de Black Pearl maar mogelijk ook door een explosie in de kruitkamer (in de film noch de boeken wordt de exacte oorzaak vermeld). Will was de enige overlevende, en werd gevonden door de passerende Dauntless.

## Turkse vissersboot
De Turkse vissersboot met de twee vissers die de hoed van Jack Sparrow uit het water opvisten en er zo voor zorgden dat de Kraken hen onder water trokken.

## Edinburgh Trader
De Edinburgh Trader is een koopvaardijschip van de Britse Oost-Indische Compagnie. Captain Bellamy is de kapitein van dit schip en is genoemd naar Samuel Bellamy, een echt bestaande Engelse piraat. het schip is verschillende keren in de film te zien en voert Elizabeth naar Tortuga en redt Will op zee van de Flying Dutchman, dit laatste betekent ook het einde van het schip want het wordt vernietigd door de Kraken.

## Queen Anne's Revenge
De Queen Anne's Revenge komt voor in de vierde film. Het is het schip van de beruchte piraat Blackbeard. Blackbeard kan het schip via zijn zwaard telepathisch aansturen. Nadat Barbossa Blackbeard gedood heeft, eigent hij zichzelf het schip toe. In de vijfde film (Pirates of the caribbean: Dead Men Tell No Tales) maakt de Queen Anne's Revenge ook nog een kleine verschijning wanneer te zien is dat Barbossa het goed voor elkaar heeft op zijn schip. Hij heeft veel goud en rijkdom. De Queen Anne's Revenge is voor het laatst te zien als het schip recht tegenover het schip van Salazar staat. 

## HMS Providence
De HMS Providence is het schip waarmee Hector Barbossa en zijn bemanning naar het eiland van de Fontein van de Eeuwige Jeugd varen. De Providence zinkt wanneer het in Whitecap Bay wordt aangevallen door zeemeerminnen. Het schip is eigenlijk de HMS Surprise.

## Silent Mary
De silent mary is het vervloekte schip van de verloekte kapitein salazar uit Pirates of the Caribbean dead men tell no tales (pirates of the caribbean salazar's revenge). Het schip was eerst een piratenjacht schip, maar door Jack Sparrow verging de Silent mary in de devils triangel. Ze zaten daar opgesloten totdat Jack Sparrow in een dronken bui zijn kompas weggaf. Salazar en de rest waren weer vrij en gingen op Jack Sparrow jagen. Uiteindelijk komt er een gevecht tussen de Black Pearl en de Silent mary. De Black Pearl strand op het land en de Silent mary ontsnapt. De Silent Mary kan haar boeg in de lucht gooien zodat het schip andere schepen kan op eten. De Silent Mary heeft 1 omgevallen mast waar nog wel zeilen aan hangen. De silent mary is ook super snel. Het enige schip dat kan concurreren met de snelheid van de Silent Mary is de Black Pearl. 